# تاریخ ایالات متحده (۱۷۷۶-۱۷۸۹)
تاریخ ایالات متحده (انگلیسی: History of the United States) از سال ۱۷۷۶ تا ۱۷۸۹ میلادی و با گذر کشور ایالات متحده از جنگ انقلاب و متعاقب آن استقرار یک نظام مطابق قانون اساسی شکل گرفت. در نتیجهٔ انقلاب آمریکا، مستعمرات سیزده‌گانه — به عنوان یک ملت تازه مستقل‌شده — تحت عنوان ایالات متحده آمریکا در بین سال‌های ۱۷۷۶ تا ۱۷۸۹ ظهور پیدا کرد